# Umberto Ridi
Umberto Ridi (Livorno, 17 agosto 1913 – Firenze, 23 ottobre 1981) è stato un ostacolista italiano che partecipò ai Giochi della XI Olimpiade a Berlino nel 1936.

## Biografia
Nato a Livorno, iniziò la carriera di atleta allenandosi tra i canali della parte antica della sua città. Nel 1936 venne selezionato per rappresentare l'Italia ai giochi Olimpici di Berlino dove arrivò 4º in batteria e subito eliminato ma con un ottimo tempo, per l'epoca, di 55"5 sui 400 metri ostacoli.